# Рутулци
Рутулци су кавкаски народ, који претежно живи у Русији, односно у аутономној републици Дагестан, у којој чини 1% становништва. Рутулци су већином исламске вероисповести, а говоре рутулским језиком, који спада у нахско-дагестанску породицу језика.
Укупно их има око 16.000. 